# Мелл, Мариза

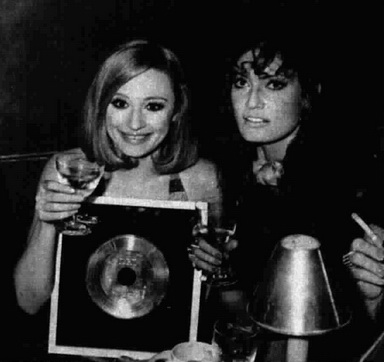
Рафаэлла Карра и Мариза Мелл, 1972 год

Мариза Мелл (нем. Marisa Mell, настоящее имя Марлис Терес Мойтци (нем. Marlies Theres Moitzi) 24 февраля 1939, Грац, Нацистская Германия — 16 мая 1992, Вена, Австрия) — австрийская актриса. Наиболее известна главной ролью в фильме «Дьяволик». В дальнейшем часто воплощала образ «роковой женщины» в европейских артхаусных и жанровых фильмах.

## Ранняя жизнь
Марлис Мойтци родилась 24 февраля 1939 года в Граце и выросла там же. С ранних лет начала увлекаться театром, занималась в театральной школе. Затем переехала в Вену, где обучалась в Художественной академии Макса Рейнхардта. Перед его окончанием взяла себе псевдоним Мариза Мелл.

## Карьера
В кино дебютировала в 1954 году, исполнив эпизодическую роль в фильме «Свет любви», причём её имя не было указано в титрах. Последующие 10 лет снималась в фильмах австрийского и западногерманского производства.
Первый международный успех пришёл к ней после выхода британского фильма Кена Рассела «Французское платье» (1964). Однако годом ранее Мелл получила травму лица вследствие автомобильной аварии, в связи с чем она на протяжении последующих двух лет восстанавливалась и переносила несколько пластических операций.
В 1967 году актриса получила главную роль в голливудской театральной постановке-мюзикле Дэвида Меррика и Винченте Минелли «Мата Хари». Однако предбродвейский пробный показ, по воспоминаниям обозревателя Кена Мандельбаума, стал «заметной катастрофой» из-за рухнувших декораций и замеченной полуобнажённой Мелл в процессе переодевания. После разгромных отзывов Меррик отменил постановку, понеся убытки в 500 000 долларов.
В 1968 году Мелл появилась в своём самом известном фильме Марио Бава «Дьяволик», заменив уже известную на тот момент французскую актрису Катрин Денёв. Фильм, первоначально отрицательно встреченный критиками, впоследствии был переоценён и приобрёл культовый статус.
Год спустя вышла ещё одна заметная работа актрисы — фильм в жанре джалло Лучо Фульчи «Одна поверх другой», где она сыграла двойную роль жены главного героя и проститутки. На протяжении 1970-х годов Мелл продолжала сниматься в основном в фильмах итальянского производства, и за ней закрепилось амплуа «роковой женщины». Она также позировала для итальянской версии журнала Playboy.
В 1980-х годах популярность актрисы значительно снизилась, и она была вынуждена вернуться в Вену. Последний работой актрисы стала комедия «Я люблю Вену» (1991).

## Личная жизнь
В 1959 году Мелл вышла замуж за швейцарца Генри Туцци. Спустя четыре года они развелись. Затем у неё были отношения с продюсером Пьером Луиджи Торри, в начале 1970-х годов попавшего в скандал из-за поставок кокаина клиентам его ночного клуба. В 1970 году начала встречаться с ирландским актёром Стивеном Бойдом. В конце 1971 года пара вступила в неофициальный брак. В начале 1972 года они расстались. В 1969 году Мелл пережила смерть её преждевременно родившейся дочери. Других детей у актрисы не было.

## Смерть и память
Мелл скончалась 16 мая 1992 года на 54-м году жизни от рака пищевода в одной из больниц Вены. В 2000 году её именем был назван переулок Marisa-Mell-Gasse в Лизинге, одним из районов Вены.

## Фильмография
- 1963 — Венусберг — Флорентина
- 1964 — Французское платье — Франсуаза Файоль
- 1965 — Маскарад — Софи
- 1965 — Казанова 70 — Тельма
- 1966 — Нью-Йорк вызывает Супердракона — Чарити Фаррел
- 1967 — Нежные синьоры — Паола
- 1968 — Дьяволик — Ква Кант
- 1969 — Одна поверх другой — Сьюзан Даммариер / Моника Уэстон
- 1972 — Бен и Чарли — Сара
- 1972 — Семь окровавленных орхидей — Анна Сартори / Мария Сартори
- 1973 — Разборки в Милане — Жасмина Сандерс
- 1975 — Красное дерево — Карлотта Гавина
- 1977 — Казанова и компания — герцогиня Корнаро
- 1977 — Зверь с автоматом — Джулиана
- 1990 — В поисках чудо-меча — Нефела
- 1991 — Я люблю Вену — Селина